# Église Sainte-Marie de Berlin
Pour les articles homonymes, voir Église Sainte-Marie.
L'église Sainte-Marie (St. Marien ou Marienkirche) est une église luthérienne-évangélique de Berlin située sur la Karl-Liebknecht-Straße, à proximité de la Fernsehturm, dans le quartier de Mitte. Avec l'église Saint-Nicolas, c'est l'un des plus anciens lieux de culte de la ville.
Elle est l'église principale de l'évêque de l'Église protestante Berlin-Brandebourg-Haute Lusace silésienne.

## Historique
Elle fut construite après 1250, à l'époque de la première vague d'extension de la ville de Berlin au Moyen Âge, comme église communale. De tous les lieux de culte édifiés à l'époque médiévale dans la capitale, Sainte-Marie est la seule qui ait gardé sa destination initiale.

## Architecture
C'est une église gothique comportant trois nefs, qui furent remodelées à l'époque baroque par Andreas Schlüter qui leur donna le caractère d'une salle de prêche en intégrant la chaire, la symbolique de l'architecture gothique cédant le pas à des considérations fonctionnelles.
Dans le sens d'un retour au gothique, Hermann Blankenstein ordonna finalement entre 1893 et 1894 de vastes travaux (comme par exemple sur la façade extérieure des bâtiments Sud, la tribune d'orgue ou le parquet) qui contribuèrent considérablement à donner à l'église son aspect actuel.